# Philippe Billard
Philippe Billard, född 21 september 1969, är en fransk travtränare och travkusk. Billard är aktiv på samma gård som sin svåger Fabrice Souloy som är verksam vid hästgården Haras de Ginai i Ginai i Frankrike.

## Karriär
Billard har tränat hästar som Gu d'Héripré, Un Mec d'Héripré, Violetto Jet, Your Highness, Timone Ek och Lionel N.O..
Billard har bland annat vunnit Gran Premio Costa Azzurra (2017), Gran Premio Lotteria  (2017), Grand Prix du Departement des Alpes-Maritimes (2018), Critérium Continental (2020), Prix Charles Tiercelin (2020), Prix Phaeton (2020), Prix Jockey (2020) och Prix Henri Levesque (2021).
Hans hittills största stjärna är Gu d'Héripré men som efter att Billards svåger Fabrice Souloy fick tillbaka sin license för att träna hästar så överfördes Gu d'Héripré direkt till Souloys träningslista.

## Statistik

### Större Segrar
| År   | Lopp                                          | Häst             | Kusk            |
| ---- | --------------------------------------------- | ---------------- | --------------- |
| 2017 | Gran Premio Costa Azzurra                     | Un Mec d'Héripré | Joseph Verbeeck |
| 2017 | Gran Premio Lotteria                          | Timone Ek        | Enrico Bellei   |
| 2018 | Grand Prix du Departement des Alpes-Maritimes | Un Mec d'Héripré | Franck Ouvrie   |
| 2020 | Critérium Continental                         | Gu d'Héripré     | Franck Nivard   |
| 2020 | Prix Jockey                                   | Flèche du Yucca  | Franck Nivard   |
| 2020 | Prix Charles Tiercelin                        | Gu d'Héripré     | Franck Nivard   |
| 2020 | Prix Phaeton                                  | Gu d'Héripré     | Franck Nivard   |
| 2021 | Prix Henri Levesque                           | Gu d'Héripré     | Franck Nivard   |